# Aram Sargsián
Aram Sargsián (n. 1961) es un político armenio. Fue primer ministro de su país entre  noviembre de 1999 y mayo de 2000. Es el hermano menor del ex primer ministro Vazgen Sargsián, que fue asesinado en el parlamento armenio el 27 de octubre de 1999.

## Biografía
Sargsián nació el 2 de enero de 1961 en la ciudad de Ararat. Entre 1967 y 1977, estudió en la escuela rural de Ereván, y entre 1977 y 1980, en la Escuela de Arte de Ereván. En 1989, también se graduó como ingeniero civil. Posteriormente, sirvió en el Ejército Soviético entre 1980 y 1982. 
En 1988, fue Primer Secretario del Partido Comunista en la RSS de Armenia, hasta 1990.
Tras la disolución de la Unión Soviética, trabajó en la asociación "Araratcement" desde 1993 hasta 1999, donde se desempeñó como director general adjunto, y posteriormente como director general. Entre 1999 y 2000, fue primer ministro de Armenia, como miembro del Partido Republicano de Armenia, hasta que en 2001 fundó y dirigió el Partido de la República. En 2003 fue candidato a la presidencia de Armenia, y obtuvo el puesto de diputado en la Asamblea Nacional de Armenia, como miembro de la comisión permanente de asuntos financieros. Ocupó dicho cargo hasta 2007. En 2012 volvió a ser elegido diputado por lista proporcional, pero renunció al cargo. En 2017 volvió a ser elegido diputado.